# Sinophorus triangularis
Sinophorus triangularis är en stekelart som beskrevs av Sanborne 1984. Sinophorus triangularis ingår i släktet Sinophorus och familjen brokparasitsteklar. Inga underarter finns listade i Catalogue of Life.